# Francis Healy
Pour les articles homonymes, voir Healy (homonymie).
 (juin 2024).
Si vous disposez d'ouvrages ou d'articles de référence ou si vous connaissez des sites web de qualité traitant du thème abordé ici, merci de compléter l'article en donnant les références utiles à sa vérifiabilité et en les liant à la section « Notes et références ».
Francis Healy, né le 23 juillet 1973 à Stafford, dans le Staffordshire, en Angleterre, est un auteur-compositeur-interprète pop rock écossais. Il est leader et membre du groupe Travis.

## Biographie
Né à Stattford, en Angleterre, Francis grandit à Glasgow, en Écosse; sa mère ayant déménagé après avoir divorcé de son mari, qui la battait.
Francis Healy étudie à Holyrood Secordary School, à Glasgow.
Sa passion pour l'écriture de chansons commença lorsqu'il reçut sa première guitare, en 1986, alors qu'il n'avait que 13 ans.
Les premières chansons jouées sur sa guitare étaient des titres de vieux rock 'n' roll, tels qu'en produisait Chuck Berry ou Eddie Cochran.
La première chanson qu'il écrivit vit le jour vers la fin de ses études et s'intitula "Mr. Mullin Blues" dédié à son principal.
À partir de là, il auditionna pour plusieurs groupes, dont celui de Travis qui lui apporta la consécration.
Le premier single de Travis, "All I want to do is Rock", a été écrit par Francis Healy durant une visite à Millport sur le "Greater Cumbrae", une petite île. Il est parti là-bas avec l'intention de composer la meilleure chanson qu'il ait jamais écrite.
Depuis 2000, Francis entretient une grande amitié avec un photographe allemand qui lui a présenté une maquilleuse, Nora Kryst, qui devint sa femme.
Leur premier enfant, un garçon nommé Clay, est né en mars 2006.
Ils vivent à Londres, mais ont également un appartement à SoHo, dans la cité de New York.
Lors d'un récent concert, Francis déclara vouloir déménager en Allemagne prochainement et acquérir la nationalité allemande.
Francis Healy a annoncé qu'il "prenait des vacances" par rapport au groupe Travis, et voulait enregistrer un album solo intitulé Wreckorder. L'album devrait normalement sortir le 5 octobre aux États-Unis et le 4 du même mois en Europe.

## Discographie

### Albums
- 2010 : Wreckorder (Solo)
- 2008 : Ode To J.Smith
- 2007 : The Boy With No Name
- 2003 : 12 Memories
- 2001 : The Invisible Band
- 1999 : The Man Who
- 1997 : Good Feeling

### Singles

#### The Boy With No Name
- 23 avril 2007 : Closer(#10)
- 9 juin 2007 : Selfish Jean
- 17 septembre 2007 : My Eyes

#### 12 Memories
- 29 septembre 2003 : Re-Offender (#7 dans les charts britanniques)
- 15 décembre 2003 : The Beautiful Occupation (#7)
- 22 mars 2004 : Love Will Come Through

#### The Invisible Band
- 28 mai 2001 : Sing (#3 dans les charts britanniques)
- 19 septembre 2001 : Side (#14)
- 25 mars 2002 : Flowers In The Window (#18)

#### The Man Who
- 8 février 1999 : Why Does It Always Rain On Me ? (#10 dans les charts britanniques)
- 8 mars 1999 : Writing To Reach You (#14)
- 17 mai 1999 : Driftwood (#13)
- 1er novembre 1999 : Turn (#8)

#### Good Feeling
- 1er avril 1997 : U16 Girls (#40 dans les charts britanniques)
- 16 juin 1997 : All I Want To Do Is Rock (#39)
- 13 octobre 1997 : Happy (#38
- 8 novembre 1997 : Tied To The 90's (#30)
- 30 mars 1998 : More Than Us (#16)

#### Singles hors album
- 10 octobre 1996 : All I Want To Do Is Rock
- 5 juin 2000 : Coming Around (#6)
- 18 octobre 2004 : Walking In The Sun

### DVD
- More Than Us, Live In Glasgow (décembre 2001)

Enregistré pendant l’été 2001.
- Travis At The Palace, Live At Alexandra Palace (mai 2004)

Enregistré le 20 décembre 2003 à l’Alexandra Palace à Londres. 
- Singles (novembre 2004)

DVD regroupant tous les clips du groupe de Good Feeling à 12 Memories. (Contient des bonus cachés exclusifs)
- Cool Britannia : The Best Of British Pop And Rock Live (juin 2004)

Later....with Jools Holland. Compilation de performances live des plus grands groupes de la pop anglaise des années 1990.

### Best Of
- 2004 : Singles

## Vidéographie
- 2007 : My Eyes
- 2007 : Selfish Jean : video réalisée par Demetri Martin et Fran Healy
- 2007 : Closer
- 2004 : Walking In The Sun
- 2004 : Love Will Come Through
- Novembre 2003 : The Beautiful Occupation
- 2003 : Re-Offender
- 2001 : Flowers In The Window
- 2001 : Side
- 2001 : Sing
- 2000 : Coming Around
- Janvier 2000 : Slideshow'
- Septembre 1999 : Turn
- Juin 1999 : Why Does It Always Rain On Me ?
- Mars 1999 : Driftwood
- Février 1999 : Writing To Reach You
- 1997 : More Than Us
- 1997 : Happy
- 1997 : Tied To The Nineties
- 1997 : All I Want To Do Is Rock
- 1997 : U16 Girls